# Franz von Reden (Diplomat)

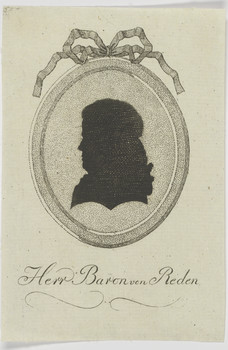
Schattenriss Franz von Reden

Franz Ludwig Wilhelm von Reden (* 10. Oktober 1754 in Hoya; † 4. März 1831 in Berlin) war ein hannoverscher Staatsmann und Diplomat.

## Leben und Familie
Franz von Reden war der Sohn des 1761 im Gefecht bei Atzenhain gefallenen Generalleutnants Ernst Friedrich von Reden. Am 10. November 1783 heiratete er Henriette Elisabeth Ernestine Caroline von Wurmb (1766–1839), Tochter des späteren Generalleutnants und Oberbefehlshaber der hessischen Truppen Friedrich Wilhelm von Wurmb.
Reden besaß eine umfangreiche Bibliothek; er verfasste zahlreiche Schriften zu politischen, historischen und kunsthistorischen Themen.
Franz von Reden starb 1831 im Alter von 76 Jahren in Berlin. Beigesetzt wurde er auf dem Dreifaltigkeitsfriedhof vor dem Potsdamer Tor. Redens Grab ging spätestens bei der Einebnung des Friedhofs im Jahr 1922 verloren.

## Ausbildung und Studium
Er besuchte die Ritterakademie Lüneburg von 1771 bis 1772 und immatrikulierte sich im Mai 1773 zum Studium der Rechtswissenschaften an der Universität Göttingen. In Göttingen wurde er ausweislich der überlieferten Protokolle als Mitglied der Hannöverschen Landsmannschaft und von Ostern 1776 bis Michaelis 1776 deren Subsenior sowie weiter Mitglied des einflussreichen Studentenordens ZN. Die ADB stellen heraus, dass er während des Studiums beispielsweise die Kommilitonen Heinrich Friedrich Karl vom und zum Stein und August Wilhelm Rehberg miteinander bekannt machte.

## Dienst im Königreich Hannover
Sein Studium beendete er Michaelis 1776 und wurde 1777 Auditor der Justizkanzlei sowie 1779 Mitglied der hannoverschen Kriegskanzlei. Hier bewährte er sich und zeigte erstes diplomatisches Geschick, so dass er 1792 in den diplomatischen Dienst des Kurfürstentums Braunschweig-Lüneburg übernommen wurde. In seiner ersten Mission begleitete er den Staatsminister Ludwig Friedrich von Beulwitz zur Krönung von Kaiser Franz II. in den Frankfurter Dom und wurde danach kurzzeitig Gesandter Hannovers in Kurmainz und in Kurköln. Diese Vertretungen erledigten sich durch die Französische Revolution, die zur Auflösung dieser Höfe führte.
Als Mitglied der hannoverschen Vertretung nahm Reden am Rastatter Kongress teil und wurde nach dessen Abschluss Gesandter Hannovers am preußischen Hof in Berlin. 1803 wurde er Vertreter des Kurfürstentums beim Immerwährenden Reichstag in Regensburg. Von hier aus protestierte er gegen die Besetzung Hannovers durch Frankreich 1803 (Konvention von Artlenburg) wie gegen die Besetzung Hannovers durch Preußen (1806). 1806 blieb er daher zunächst in Regensburg, da Hannover besetzt war, verlegte seinen Wohnsitz dann nach Aschaffenburg, und, als auch dort sein Schutz nicht mehr gewährleistet war, 1813 nach Österreich.

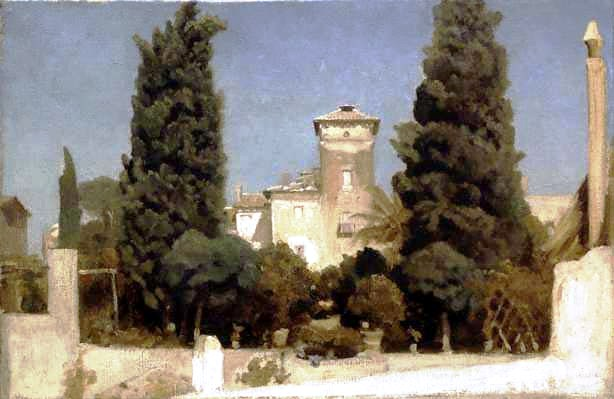
Villa Malta, Rom. Gemälde von Frederic Leighton

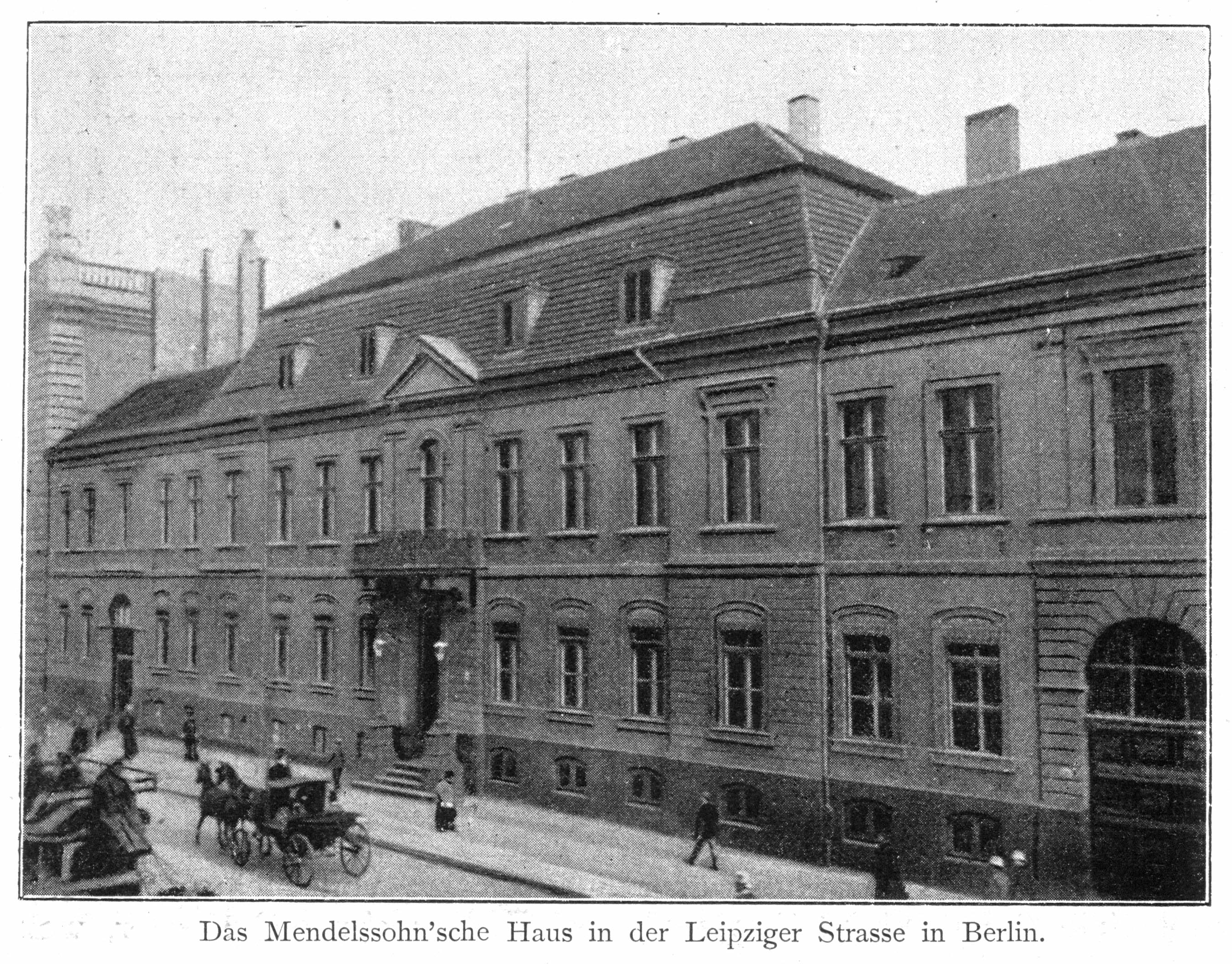
Ehem. Palais Groeben, Leipziger Straße 3, Berlin. Die Hannoversche Gesandtschaft nutzte die Beletage

Nach dem Wiener Kongress kehrte er in den diplomatischen Dienst des Königreichs Hannover zurück und wurde hannoverscher Gesandter an den Höfen von Stuttgart und Karlsruhe mit Gesandtschaftssitz in Karlsruhe. 1819 wurde er als hannoverscher Gesandter an den Heiligen Stuhl versetzt und machte das Gesandtschaftsgebäude in Rom, die Villa Malta auf dem Pincio, gemeinsam mit seinem Mitarbeiter und Nachfolger August Kestner zu einem Mittelpunkt protestantischer Kreise, aber auch der zahlreichen deutschen Künstler (z. B. der Nazarener) in der Stadt.
Diplomatisch ging es in der Zeit nach dem Wiener Kongress zwischen dem Königreich Hannover und dem Vatikan um die Frage der Eingliederung der ehemaligen Hochstifte Hildesheim und Osnabrück in das Königreich und den daraus entstehenden Regelungsbedarf zwischen der römisch-katholischen Kirche und Hannover und die Neugliederung der katholischen Kirche in die beiden Bistümer Hildesheim und Osnabrück mit der Weser als Bistumsgrenze sowie die Diasporaarbeit. Das zunächst angestrebte Konkordat kam nicht zustande. In diesen Verhandlungen wurde von Reden seitens der Regierung in Hannover zeitweilig fehlende Härte und eine verfehlte Interessenpolitik vorgeworfen; sie kamen 1824 mit der Zirkumskriptionsbulle Impensa Romanorum Pontificum zum Abschluss.
Im Jahr 1825 wurde er erneut Gesandter Hannovers am preußischen Hof in Berlin und verblieb auf diesem Posten bis zu seinem Tod. Zum Personal der Berliner Gesandtschaft gehörte bis zu seiner Versetzung nach London auch der Kanzlist Karl Klingemann, ein guter Freund von Felix Mendelssohn Bartholdy.